# British Industries Fair

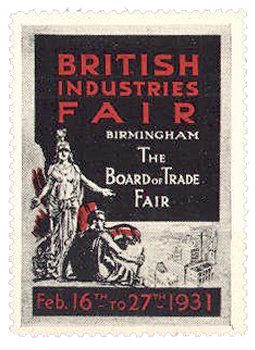
Sello postal sobre la British Industries Fair (Reino Unido, 1931).

La British Industries Fair («feria de las industrias británicas») fue un centro de exposiciones en Birmingham, Inglaterra.
El gran complejo de edificios fue construido en 1920 y estaba situado entre el aeródromo de Castle Bromwich y la línea de ferrocarril. Durante dos semanas al año fue la atracción más visitada del país. En 1933, la primera locomotora diésel llegó para exhibirse en el BIF. La última BIF fue del 6 al 17 de mayo de 1957. El aeródromo asociado, que a menudo exhibía espectáculos aéreos, cerró el 31 de marzo de 1958 con un espectáculo final.

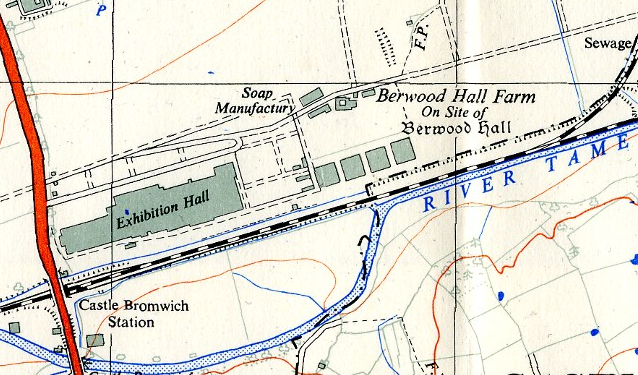
La sala de exposiciones y la estación de tren, visto en un mapa de Ordnance Survey (1ª edición, 1:25).

La cercana estación de tren de Castle Bromwich recibió muchos visitantes importantes para el BIF, incluidos el rey Jorge V y la reina María de Teck en 1928, el duque de York, la princesa María y al vizconde Lascelles.
El sitio fue vendido en 1960, junto con el del campo de aviación. Los edificios y los sitios fueron autorizados para la construcción de la urbanización Castle Vale. El BIF fue reemplazado por el National Exhibition Centre en 1976, 19 años después de su desaparición.